# Ciências da vida

Representação artística do DNA

As ciências da vida compreendem as disciplinas científicas que envolvem o estudo dos organismos vivos, como as plantas, animais e seres humanos, e as questões relacionadas, como a bioética. Embora a biologia seja o tópico fundamental das ciências da vida, os avanços tecnológicos na biologia molecular e na biotecnologia têm proporcionado uma série de especializações e novos campos interdisciplinares.

## Áreas de estudo
A lista seguinte ordena, ainda que de forma incompleta, as áreas de estudo das ciências da vida:
- Agricultura biodinâmica
- Anatomia
- Astrobiologia
- Bioquímica
- Bioinformática
- Biologia
- Biologia da conservação
- Biomaterial
- Biomecânica
- Biofísica
- Biopolímeros
- Biotecnologia
- Botânica
- Biologia celular
- Biologia do desenvolvimento
- Biologia evolutiva
- Biologia estrutural
- Biologia molecular
- Biologia marinha
- Biologia sistémica
- Bromatologia
- Ciências do ambiente
- Ciências da saúde
- Controlo biológico
- Dinâmica populacional
- Ecologia
- Etologia
- Farmacogenética
- Farmacologia
- Fisiologia
- Genética
- Genómica
- Imunogenética
- Imunologia
- Imunoterapia
- Imagiologia médica
- Microbiologia
- Neurociência
- Neurociência cognitiva
- Neurociência computacional
- Neuroetologia
- Nutrição
- Oncologia
- Optometria
- Parasitologia
- Patologia
- Proteómica
- Zoologia